# El Raal
El Raal es una pedanía perteneciente al municipio de Murcia, en la Región de Murcia (España). Cuenta con una población de 6334 habitantes (INE 2019) y una extensión de 8,178 km². Se encuentra a unos 10,8 km del centro de Murcia y se sitúa a una altitud de 31 metros sobre el nivel del mar.

## Geografía
Limita con:
- Al norte: municipio de Santomera.
- Al este: municipios de Orihuela y Beniel.
- Al sur: Alquerías.
- Al oeste: Cobatillas y Santa Cruz.

## Historia
No se han hallado ni referencias, ni pruebas históricas, ni registro de presencia y/o de actividad humana en esta pedanía antes de la Edad Media.
La historia de este territorio ha estado ligada al río Segura y al uso de diferentes acequias para el riego de sus tierras.
Las primeras referencias documentales datan de los años 1257 y 1271.
En el año 1472 hay otra referencia documental y esta estaba motivada por la recaudación que impuestos. Estos se requerían por los daños de un azur de la zona llamado Contraparada debidos a una riada.
Buena parte de las tierras de esta pedanía fueron donadas del obispo de Cartagena Fernández de Almeida a la Compañía de Jesús. Esto permitió que los jesuitas se esforzasen por hacer productivas estas tierras que anteriormente eran improductivas ya que el Concejo de Murcia y los dueños de algunas hectáreas preferían emplearlas como pastos.
En 1785 un informe del Conde de Floridablanca sobre la realidad territorial de España definiría El Raal como aldea de realengo con alcalde pedáneo, con unos novecientos habitantes.
Durante el Trienio Liberal (1820-1823) El Raal logró tener ayuntamiento propio y se llama Villa Constitucional de El Raal de Teatinos, pero solo mantuvo la independencia municipal de Murcia tres años.
En el siglo XX hubo un gran crecimiento de la población: en 1900 estaban registrados 1553 habitantes y cuarenta años después, 3367. En el año 1950 la población era de 4016 habitantes y en 1963 de 5171. A partir de ese año hubo un descenso de la población y en 1972 solo estaban empadronadas 3,958 personas. En los años posteriores hubo otro aumento de la población y en el año 1996 ya constataban 5.132 habitantes.

## Demografía
La pedanía de El Raal a fecha de 1990 tenía una población de 4.788 habitantes. En los últimos 17 años su población ha ido aumentando considerablemente hasta llegar a los  6.787 habitantes en 2024. Esto se debe al auge que la pedanía ha tenido en los últimos años. La mayoría de los ciudadanos prefiere la periferia de la capital para vivir que el mismo núcleo de Murcia, esto se debe a la tranquilidad de las pedanías, una de las cuales es El Raal, punto de residencia de muchas personas que trabajan en la capital murciana.
| 1990  | 2000 | 2001  | 2002  | 2003  | 2004  | 2005  | 2006  | 2007  | 2008  | 2009  | 2010  | 2011  | 2012  | 2013 |
| ----- | ---- | ----- | ----- | ----- | ----- | ----- | ----- | ----- | ----- | ----- | ----- | ----- | ----- | ---- |
| 4.788 | 5190 | 5.321 | 5.331 | 5.430 | 5.516 | 5.564 | 5.639 | 5.929 | 6.117 | 6.224 | 6.328 | 6.379 | 6.268 | 6211 |